# Cynthia Gibb
Cynthia Gibb (Bennington, 14 dicembre 1963) è un'attrice statunitense.

## Biografia
La Gibb crebbe a Westport nel Connecticut; all'età di 14 anni fu scoperta dall'agenzia di modelli Eileen Ford Agency a New York City. Arrivò sulle copertine delle riviste Vogue e Young Miss. Woody Allen la vide su una di quelle riviste e le diede il suo primo ruolo cinematografico nel film del 1980: Stardust Memories. Nel film di guerra del 1986 Salvador, diretto da Oliver Stone, con protagonista James Woods, interpretò il ruolo di una suora americana in El Salvador che venne violentata ed uccisa.
Il ruolo tv maggiormente conosciuto della Gibb fu nella soap opera Aspettando il domani nel ruolo di Susan "Suzi" Martin Wyatt Carter, dal 1981 al 1983. Fu inoltre regolarmente presente, per tre stagioni, nell'originale serie televisiva Saranno famosi, nel ruolo di Holly Laird.
È madre di 3 figli.

## Filmografia

### Cinema
- Stardust Memories, regia di Woody Allen (1980)
- Spalle larghe (Youngblood), regia di Peter Markle (1986)
- Salvador, regia di Oliver Stone (1986)
- Malone - Un killer all'inferno (Malone), regia di Harley Cokeliss (1987)
- Corto circuito 2 (Short Circuit 2), regia di Kenneth Johnson (1988)
- Colpi Proibiti (Death Warrant), regia di Deran Sarafian (1990)
- Full Frontal, regia di Steven Soderbergh (2002)
- Una tata per Natale (A Nanny for Christmas), regia di Michael Feifer (2010)

### Televisione
- Aspettando il domani (Search for Tomorrow) – serial TV (1981-1983)
- Saranno famosi (Fame) – serie TV, 57 episodi (1983-1987)
- Voci nella notte (Midnight Caller) – serie TV, episodio 2x18 (1990)
- I racconti della cripta (Tales from the Crypt) – serie TV, episodio 2x13 (1990)
- Principe Valiant (The Legend of Prince Valiant) – serie TV animata, episodi 2x29-2x31 (1993) (voce)
- Gypsy - film TV (1993)
- Un papà da prima pagina (Madman of the People) – serie TV, 16 episodi (1994-1995)
- Deadly Games – serie TV, 13 episodi (1995-1997)
- Superman (Superman: The Animated Series) – serie TV animata, episodio 2x21 (1997) (voce)
- Giudice Amy (Judging Amy) – serie TV, episodio 2x18 (2001)
- The Division – serie TV, episodio 2x08 (2002)
- Law & Order - Unità vittime speciali (Law & Order: Special Victims Unit) – serie TV, episodio 5x24 (2004)
- Missing (1-800-Missing) – serie TV, episodio 3x11 (2005)
- Settimo cielo (7th Heaven) – serie TV, episodio 11x10 (2006)
- Senza traccia (Without a Trace) – serie TV, episodio 7x04 (2008)
- Criminal Minds – serie TV, episodio 4x13 (2009)
- Pericolo in classe (The Cheating Pact), regia di Doug Campbell – film TV (2013)
- Lei è la mia follia (Stalker's prey) – film TV (2017)
- Il menu di Natale (Christmas on the Menu) – film TV (2020)

## Doppiatrici italiane
Nelle versioni in italiano delle opere in cui ha recitato, Cynthia Gibb è stata doppiata da:
- Emanuela Rossi in Salvador, Corto circuito 2
- Isabella Pasanisi in Saranno Famosi (st. 4-5), Una tata per Natale
- Alessandra Korompay in Aspettando il domani
- Antonella Baldini in Saranno Famosi (st. 3)
- Francesca Guadagno in Spalle larghe
- Roberta Greganti ne Colpi Proibiti
- Roberta Pellini in Criminal Minds
- Daniela Amato ne Il menu di Natale